# 無敵艦隊 (1937年の映画)
『無敵艦隊』（むてきかんたい、原題：Fire Over England）は、1937年に製作・公開されたイギリス映画である。

## 概要
原作はＡ・Ｅ・Ｗ・メーソンの小説（1936年刊行）で 16世紀末、スペインの無敵艦隊とイングランドとの戦いを背景に、エリザベス1世とその周辺の人間模様を描く。ローレンス・オリヴィエとヴィヴィアン・リーにとっては初の共演となった。

## キャスト
- エリザベス1世：フローラ・ロブソン
- フェリペ2世：レイモンド・マッセイ
- レスター伯：レスリー・バンクス
- マイケル・インゴルビー：ローレンス・オリヴィエ
- シンシア：ヴィヴィアン・リー
- バーリー卿：モートン・セルテン（英語版）
- エレナ：タマーラ・デスニ（英語版）
- リチャード・インゴルビー卿：リン・ハーディング（英語版）
- ローレンス・グレゴリー：ジョージ・サールウェル
- スペイン大使：ヘンリー・オスカー（英語版）
- ドン・ミゲル：ロバート・レンデル（英語版）
- ドン・ペドロ：ロバート・ニュートン（英語版）
- ドン・エスコバル：ドナルド・カールロップ（英語版）
- バルデス提督：チャールズ・カーソン（英語版）
- ヒラリー・ベイン：ジェームズ・メイソン
- ジェームズ・タールトン卿：フランシス・デ・ウルフ（英語版）
- フランス大使：ローレンス・ハンレイ（英語版）
- 女官：イヴリン・アンカース
- エレナの家庭教師：ノーマ・ヴァーデン（英語版）
- 異端審問官：ラルフ・トルーマン

## スタッフ
- 監督：ウィリアム・K・ハワード（英語版）
- 原作：A・E・W・メイソン（英語版）
- 製作：エーリッヒ・ポマー（英語版）
- 脚本：クレメンス・デーン（英語版）、セルゲイ・ノルバンドフ（英語版）
- 音楽：リチャード・アディンセル
- 撮影：ジェームズ・ウォン・ハウ
- 編集：ジャック・デニス
- 衣装：ルネ・ユベール（英語版）

## エピソード
- この作品では主役の女王をフローラ・ロブソン、その侍女をヴィヴィアン・リーが演じているが、8年後の1945年の『シーザーとクレオパトラ』では主役の女王をヴィヴィアン・リー、その侍女をフローラ・ロブソンが演じている。